# Поймыга
Поймыга — река в Иркутской области России, левый приток Нижней Тунгуски. Длина реки — 124 км. Площадь водосборного бассейна — 2240 км².
Исток реки находится на Среднесибирском плоскогорье, на высоте более 464 м над уровнем моря. Протекает по холмистой лиственнично-сосновой тайге, течёт преимущественно на юг и юго-восток. В среднем течении русло расширяется до 45 м. Берега участками заболочены. Невысокий горный хребет Светлый Бор возвышается перед устьем по правому берегу. Впадает в Нижнюю Тунгуску по левому берегу на отметке ниже 366 м над уровнем моря, выше впадения Болванинки, в 2741 км от устья Нижней Тунгуски. Ширина перед устьем — 17-20 м при глубине 1,2 м; скорость течения в низовьях составляет 0,4 м/с. 

## Основные притоки
Указаны поименованные притоки длиной 30 км и более
| Название       | Расстояние от устья | Длина | Положение |
| -------------- | ------------------- | ----- | --------- |
| Дулисьма       | 65                  | 64    | левый     |
| Правая Поймыга | 76                  | 53    | правый    |

## Данные водного реестра
По данным государственного водного реестра России и геоинформационной системы водохозяйственного районирования территории РФ, подготовленной Федеральным агентством водных ресурсов:
- Бассейновый округ — Енисейский
- Речной бассейн — Енисей
- Речной подбассейн — Нижняя Тунгуска
- Водохозяйственный участок — Нижняя Тунгуска от истока до водомерного поста посёлка Кислокан
- Код водного объекта — 17010700112116100061945